# Психологички списи: колумне из дневног листа Политика (књига)
Психологички списи: колумне из дневног листа Политика са поднасловом Нови прилози колективној емоционалној писмености, је књига колумни Зорана Миливојевића објављена 2017. године у издању "Psihopolis institut" из Новог Сада. Ово је трећа од четири објављене књиге у којима су сабрани текстови које је аутор објављивао у дневном листу "Политика".

## Аутор књиге
Зоран Миливојевић (1957) је др мед. психотерапеут с дугогодишњом праксом у индивидуалној, партнерској и групној терапији. Предаје на Универзитету Сигмунд Фројд у Бечу. Написао је неколико уџбеника и књига од којих се издвајају: Формуле љубави, Емоције, Игре које играју наркомани – Трансакциона анализа проблематичног узимања дрога. Заједно са Душаном Кецмановићем је објавио уџбеник Психијатрија, као и са Љубомиром Ерићем књиге Психотерапија, Сексуалне дисфункције и Динамичка психијатрија. У сарадњи са словеначким колегама објавио је илустровани приручник Мала књига за велике родитеље.Утемељио је социјалну психотерапију која користи медије којој је циљ да терапијске поруке допру до шире публике. У неколико књига: Уловити љубав, Психологике свакодневног живота, Психологичким списима и Родитељовање: о оптималном васпитању сабрао је текстове које је годинама објављивао у "Политици".
Живи и ради у Новом Саду и Љубљани.

## О књизи
Психологички списи: колумне из дневног листа Политика је трећа од укупно четири књиге у којима су сабрани текстови које је аутор објављивао у дневном листу "Политика". Пре објављивања ове књиге сабране колумне из "Политике" објављене су у књизи Уловити љубав са текстовима од марта 2009. до септембра 2011, затим Психологике свакодневног живота са текстовима од септембра 2011. до септембра 2014. године. Након ове објављена је и последња кљига текстова Родитељовање: о оптималном васпитању, где се налазе текстови у којима се Миливојевић бави проблемима васпитања објављивани од марта 2009. до септембра 2017.
Књига садржи нове прилоге колективној емоционалној писмености. Тексови у њој су о љубави и везама, деци и родитељима, осећањима, свакодневним животним проблемима, и сви они доказују да је свако људско понашање логично - психологично.
У овој књизи аутор је сабрано нове текстове (укупно 151) који су објављивани од септембра 2014. до септембра 2017. у "Политици". 